# Alice Matteucci
Alice Matteucci (* 29. September 1995 in Pescara) ist eine ehemalige italienische Tennisspielerin.

## Karriere
Matteucci begann im Alter von sieben Jahren mit dem Tennissport. Auf Turnieren des ITF Women’s Circuit gewann sie bislang sechs Einzel- und 16 Doppeltitel.
Im Jahr 2014 absolvierte sie ihr bislang einziges Spiel im Fed-Cup.
Sie spielte ihr bislang letztes Profiturnier im Oktober 2018 und wird seit Oktober 2019 nicht mehr in den Weltranglisten geführt.

## Turniersiege

### Einzel
| Nr. | Datum              | Turnier             | Kategorie   | Belag        | Finalgegnerin    | Ergebnis       |
| --- | ------------------ | ------------------- | ----------- | ------------ | ---------------- | -------------- |
| 1.  | 15. September 2013 | Pula                | ITF $10.000 | Sand         | Claudia Giovine  | 5:7, 6:2, 7:5  |
| 2.  | 9. März 2014       | Amiens              | ITF $10.000 | Sand (Halle) | Manon Arcangioli | 6:4, 6:3       |
| 3.  | 29. März 2015      | Le Havre            | ITF $10.000 | Sand         | Cindy Burger     | 4:6, 6:4, 7:63 |
| 4.  | 14. Juni 2015      | Scharm asch-Schaich | ITF $10.000 | Hartplatz    | Sara Tomic       | 6:4, 6:2       |
| 5.  | 26. November 2016  | Solarino            | ITF $10.000 | Teppich      | Klaartje Liebens | 6:3, 7:61      |
| 6.  | 9. September 2018  | Triest              | ITF $15.000 | Sand         | Camilla Scala    | 6:2, 6:2       |

### Doppel
| Nr. | Datum              | Turnier             | Kategorie   | Belag             | Partnerin           | Finalgegnerinnen                        | Ergebnis           |
| --- | ------------------ | ------------------- | ----------- | ----------------- | ------------------- | --------------------------------------- | ------------------ |
| 1.  | 27. September 2013 | Pula                | ITF $10.000 | Sand              | Claudia Giovine     | Carolin Daniels Laura Schaeder          | 1:6, 6:3, [10:5]   |
| 2.  | 5. Dezember 2013   | Duino Aurisina      | ITF $10.000 | Sand (Halle)      | Claudia Giovine     | Alice Moroni Yuliana Lizarazo           | 7:64, 6:1          |
| 3.  | 16. Mai 2014       | Pula                | ITF $10.000 | Sand              | Yuliana Lizarazo    | Carla Lucero Francesca Segarelli        | 6:1, 7:5           |
| 4.  | 4. Juli 2014       | Brüssel             | ITF $10.000 | Sand              | Camilla Rosatello   | Diana Buzean Natela Dsalamidse          | 6:4, 3:6, [10:3]   |
| 5.  | 11. Juli 2014      | Turin               | ITF $10.000 | Sand              | Yuliana Lizarazo    | Georgia Brescia Lisa Sabino             | 6:3, 6:2           |
| 6.  | 1. November 2014   | Scharm asch-Schaich | ITF $25.000 | Hartplatz         | Elise Mertens       | Ioana Roșca Julia Terziyska             | 6:71, 7:64, [10:6] |
| 7.  | 17. April 2015     | Pula                | ITF $10.000 | Sand              | Martina Trevisan    | Giorgia Marchetti Anna-Giulia Remondina | 6:2, 6:3           |
| 8.  | 30. Mai 2015       | Scharm asch-Schaich | ITF $10.000 | Hartplatz         | Despina Papamichail | Elena-Teodora Cadar Eleni Kordolaimi    | 6:3, 6:4           |
| 9.  | 6. Juni 2015       | Scharm asch-Schaich | ITF $10.000 | Hartplatz         | Despina Papamichail | Grace Dixon Ella Leivo                  | 6:1, 6:3           |
| 10. | 10. Juli 2015      | Turin               | ITF $25.000 | Sand              | Xenia Knoll         | Susanne Celik Diāna Marcinkēviča        | 6:2, 7:5           |
| 11. | 20. November 2015  | Shrewsbury          | ITF $25.000 | Hartplatz (Halle) | Xenia Knoll         | Lesley Kerkhove Quirine Lemoine         | 3:6, 6:3, [10:3]   |
| 12. | 10. Juni 2016      | Padua               | ITF $25.000 | Sand              | Katarzyna Piter     | Cristina Dinu Lina Gjorcheska           | 2:6, 7:61, [10:8]  |
| 13. | 26. August 2016    | Bagnatica           | ITF $25.000 | Sand              | Camilla Rosatello   | Conny Perrin Jana Sisikowa              | 6:4, 5:7, [10:5]   |
| 14. | 8. April 2017      | Pula                | ITF $25.000 | Sand              | Camilla Rosatello   | Bibiane Schoofs Sandra Zaniewska        | 6:1, 6:3           |
| 15. | 16. Juni 2017      | Padua               | ITF $25.000 | Sand              | Cristiana Ferrando  | Gabriela Cé Catalina Pella              | 2:6, 6:0, [11:9]   |
| 16. | 1. Juni 2018       | Grado               | ITF $25.000 | Sand              | Giorgia Marchetti   | Naiktha Bains Rika Fujiwara             | 6:0, 6:4           |